# Aiguille du dragon

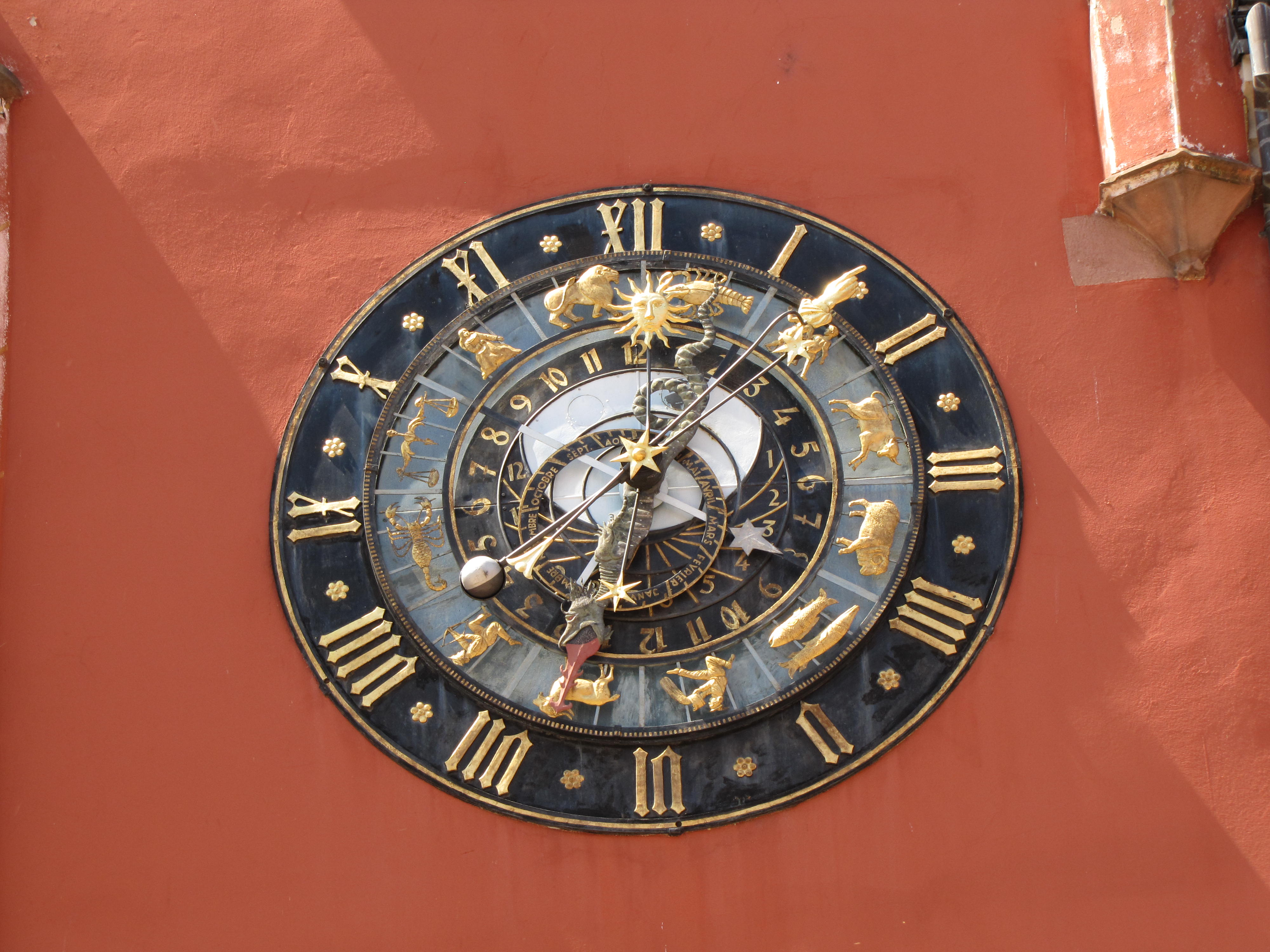
Horloge du musée alsacien de Haguenau. Une aiguille stylisée en forme de dragon indique la position des nœuds de la lune. Ici, le nœud ascendant est dans le Capricorne, le nœud descendant dans le Scorpion. La Lune est dans le Sagittaire et le soleil entre le Lion et le Scorpion.

L'aiguille du dragon ou aiguille draconitique est une aiguille qui indique la possibilité d'une éclipse sur certaines horloges astronomiques.

## Principe
L'orbite de la Lune autour de la terre et l'orbite de la Terre autour du soleil ne se situent pas dans le même plan : le plan orbital de la Lune et l'écliptique sont inclinés d'environ cinq degrés : la Lune traverse donc le plan de l’écliptique deux fois par mois, une fois lorsqu'elle passe au-dessus par le nœud ascendant, une deuxième fois environ quinze jours plus tard lorsqu'elle passe en dessous au niveau du nœud descendant. La droite passant par ces deux points est dite la ligne des nœuds lunaires. La Lune met environ 27,2 jours pour repasser au même nœud de son orbite : période appelée mois draconitique. La précession des nœuds lunaires (principalement provoquée par l'aplatissement de la Terre) se traduit par la rotation de la ligne des nœuds dans le plan de l'écliptique en près de dix-neuf ans, provoquant leur mouvement rétrograde sur la sphère céleste.
Les éclipses lunaires ou solaires ne peuvent se produire que lorsque la Lune, la Terre et le Soleil sont alignés, c'est-à-dire lorsque la Lune est située à proximité de l'un de ces deux nœuds, et qu'en plus la ligne des nœuds lunaires est dirigée vers le Soleil. Cette situation se produit environ deux fois par an, provoquant quatre à sept éclipses à la surface de la Terre.
Pour qu'une horloge astronomique puisse prendre en considération les périodes à éclipses, elle doit être capable d'indiquer les informations suivantes :
- la position des nœuds lunaires sur la sphère céleste, c'est-à-dire sur le zodiaque, la bande de cette sphère où évoluent les objets du système solaire visibles à l'œil nu ;
- la position de la Lune sur le Zodiaque ;
- la phase de la Lune ou la position du Soleil sur le zodiaque.

Un mécanisme de ce genre permet de déterminer de façon générale l'éventualité d'une éclipse quelque part sur Terre : elle ne permet pas d'assurer la venue d'une éclipse à l'endroit où est installée l'horloge.

## Réalisations
De nombreuses horloges astronomiques possèdent un cadran écliptique portant les symboles des douze signes du zodiaque. Les positions de la Lune et du Soleil y sont fréquemment indiquées à l'aide d'aiguilles appropriées. La phase lunaire peut être explicitement donnée sur l'horloge ou laissée à l'interprétation compte tenu de la position respective des aiguilles lunaires et solaires (si les deux aiguilles sont superposées, la Lune est nouvelle ; si elles sont opposées, la Lune est pleine.).
Certaines horloges astronomiques indiquent la position des nœuds lunaires sur l'écliptique à l'aide d'une aiguille particulière en forme de dragon, appelée « aiguille draconitique » ou « aiguille du dragon » : la gueule du dragon crachant des flammes affiche le nœud ascendant, tandis que sa queue indique le nœud descendant. Cette aiguille effectue une lente rotation autour du cadran écliptique en dix-neuf ans. Une telle aiguille indique les chances d'une éclipse :
- une éclipse solaire est possible si l'aiguille de la lune est alignée sur celle du dragon lors d'une nouvelle lune ;
- une éclipse lunaire est possible si l'aiguille de la lune est alignée sur celle du dragon lors d'une pleine lune.

L'imagerie du dragon évoque la légende du monstre censé dévorer périodiquement la Lune et ainsi être responsable des éclipses.

## Exemples
Parmi les horloges astronomiques possédant une aiguille du dragon, :
- Allemagne :
  - Esslingen-am-Neckar, Bade-Wurtemberg : ancien hôtel de ville
  - Schramberg, Bade-Wurtemberg : hôtel de ville
  - Tübingen, Bade-Wurtemberg : hôtel de ville
  - Ulm, Bade-Wurtemberg : hôtel de ville
  - Worms, Rhénanie-Palatinat : Rathaus (hôtel de ville)

- France :
  - Haguenau, France : musée alsacien

- Suisse :
  - Berne, canton de Berne : Zytglogge
  - Schaffhouse, canton de Schaffhouse : Fronwagturm
  - Zoug, canton de Zoug : Zytturm (aiguille disparue)

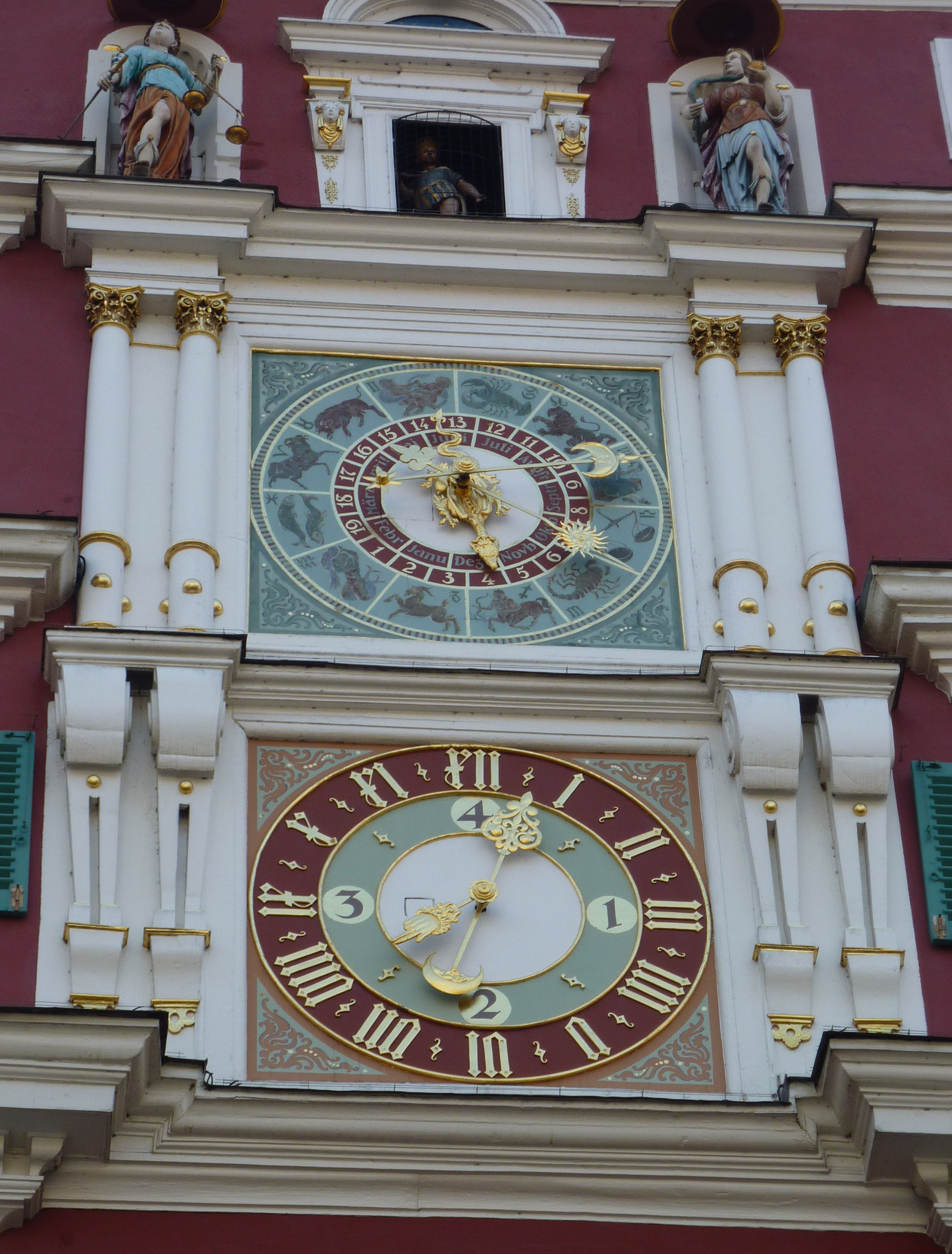
Esslingen-am-Neckar
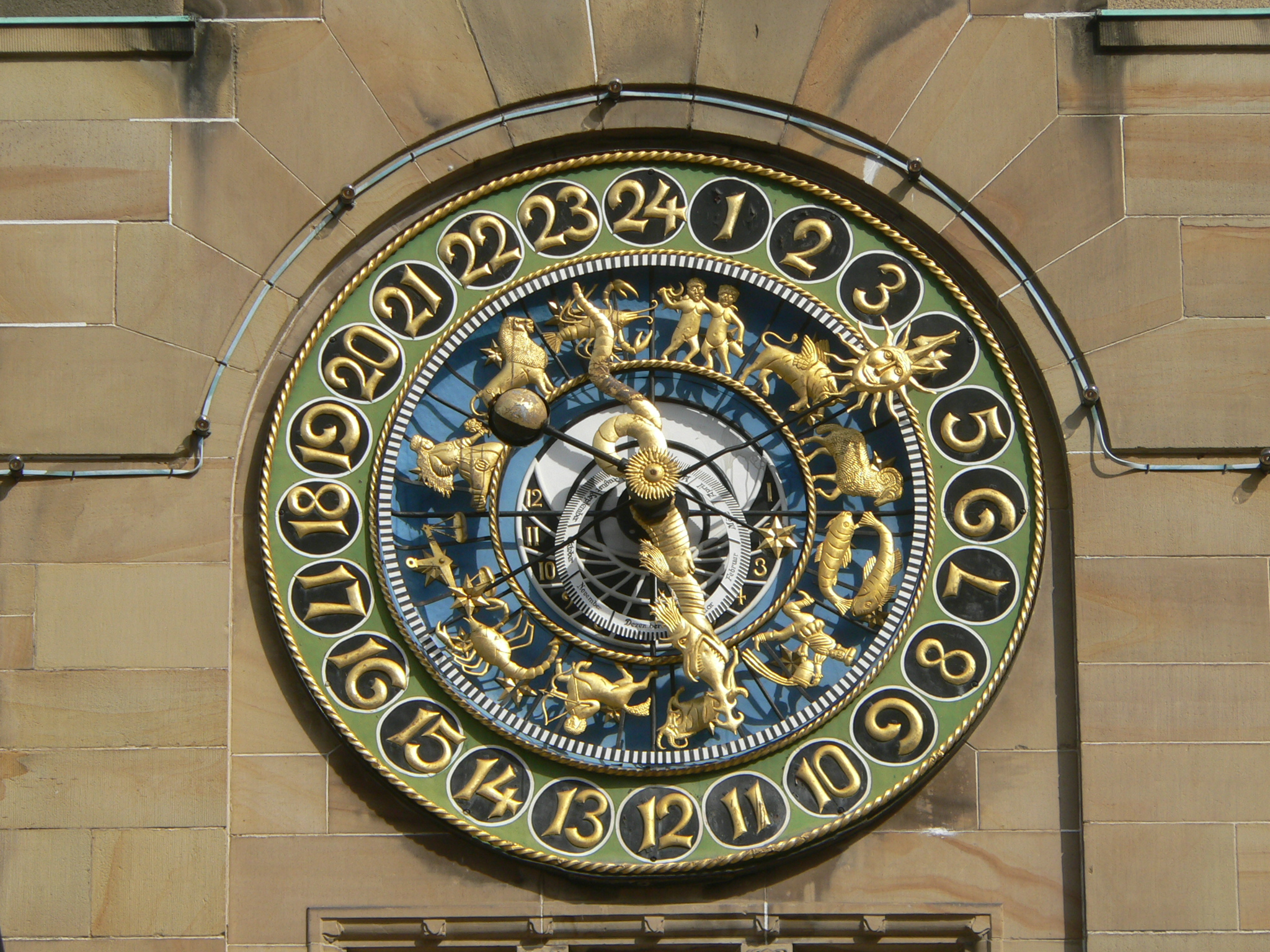
Schramberg
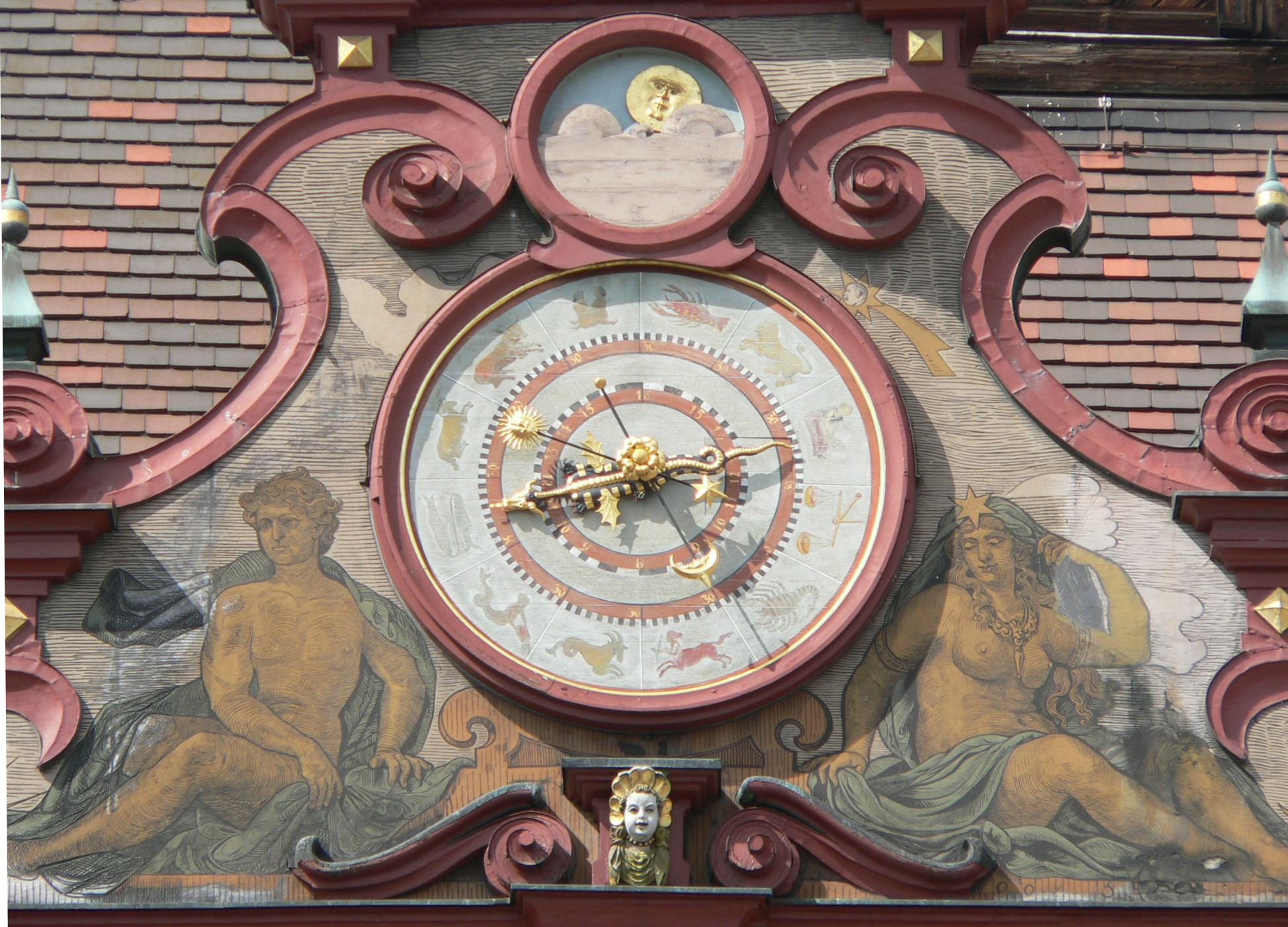
Tübingen
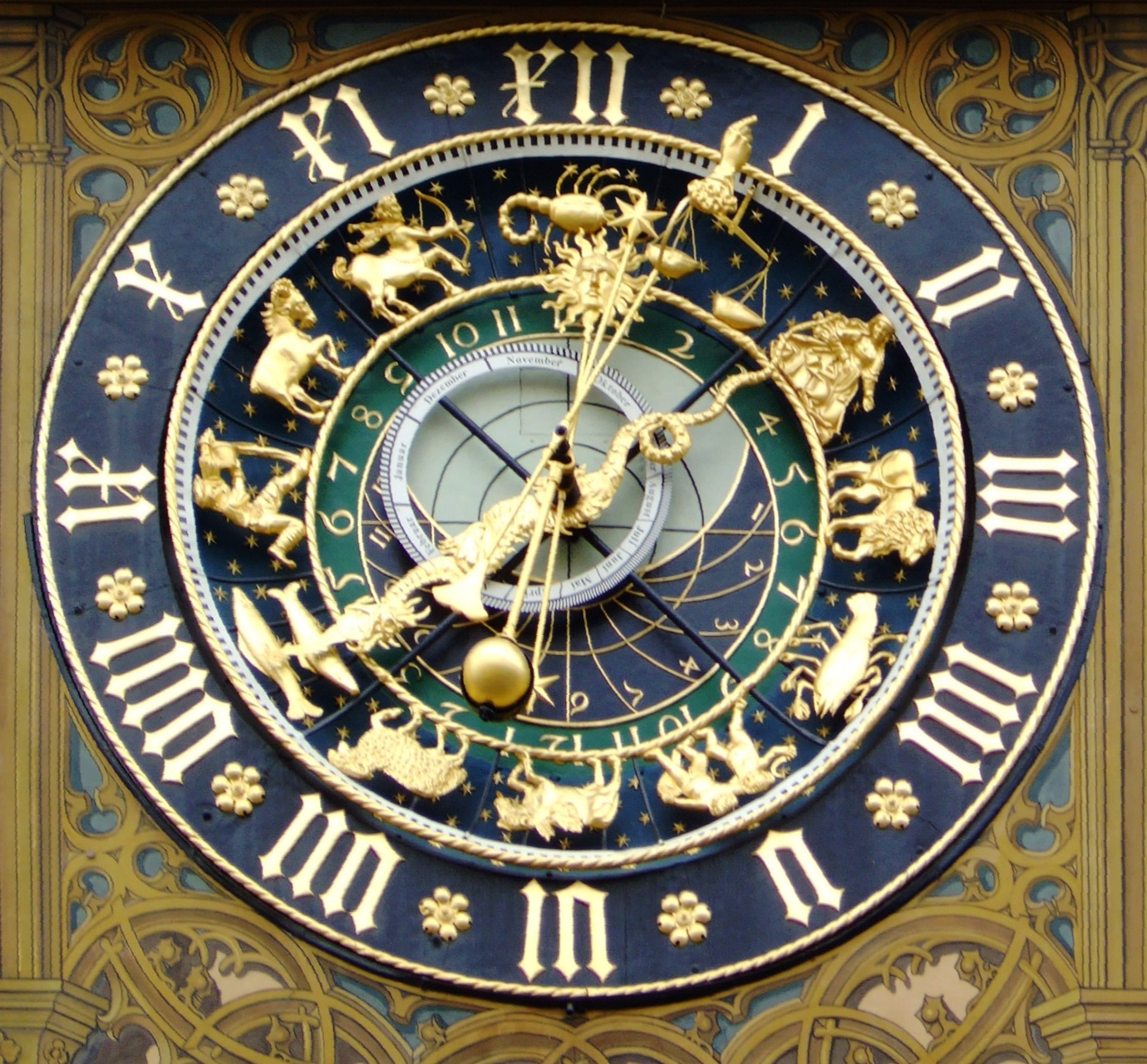
Ulm
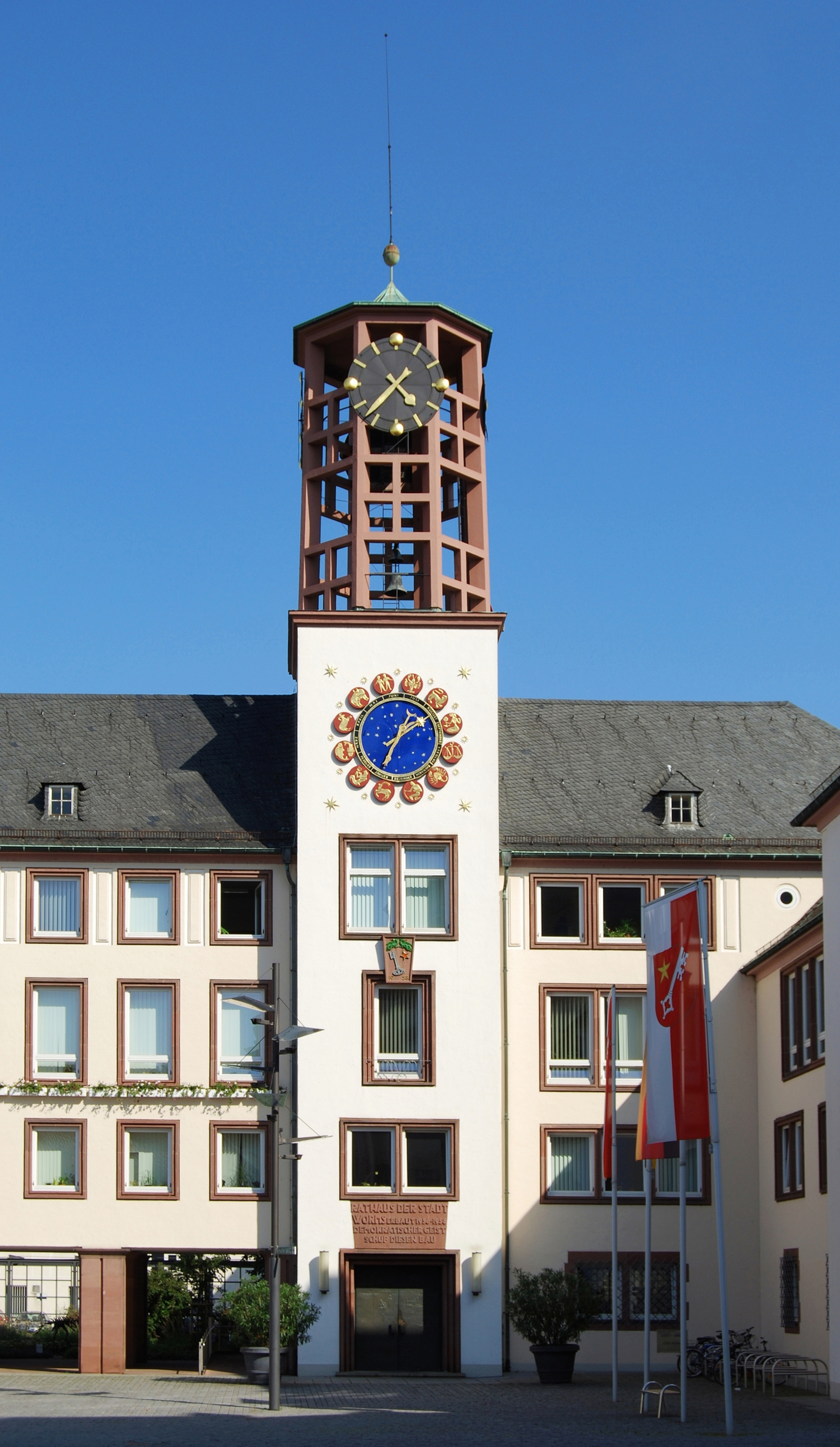
Worms
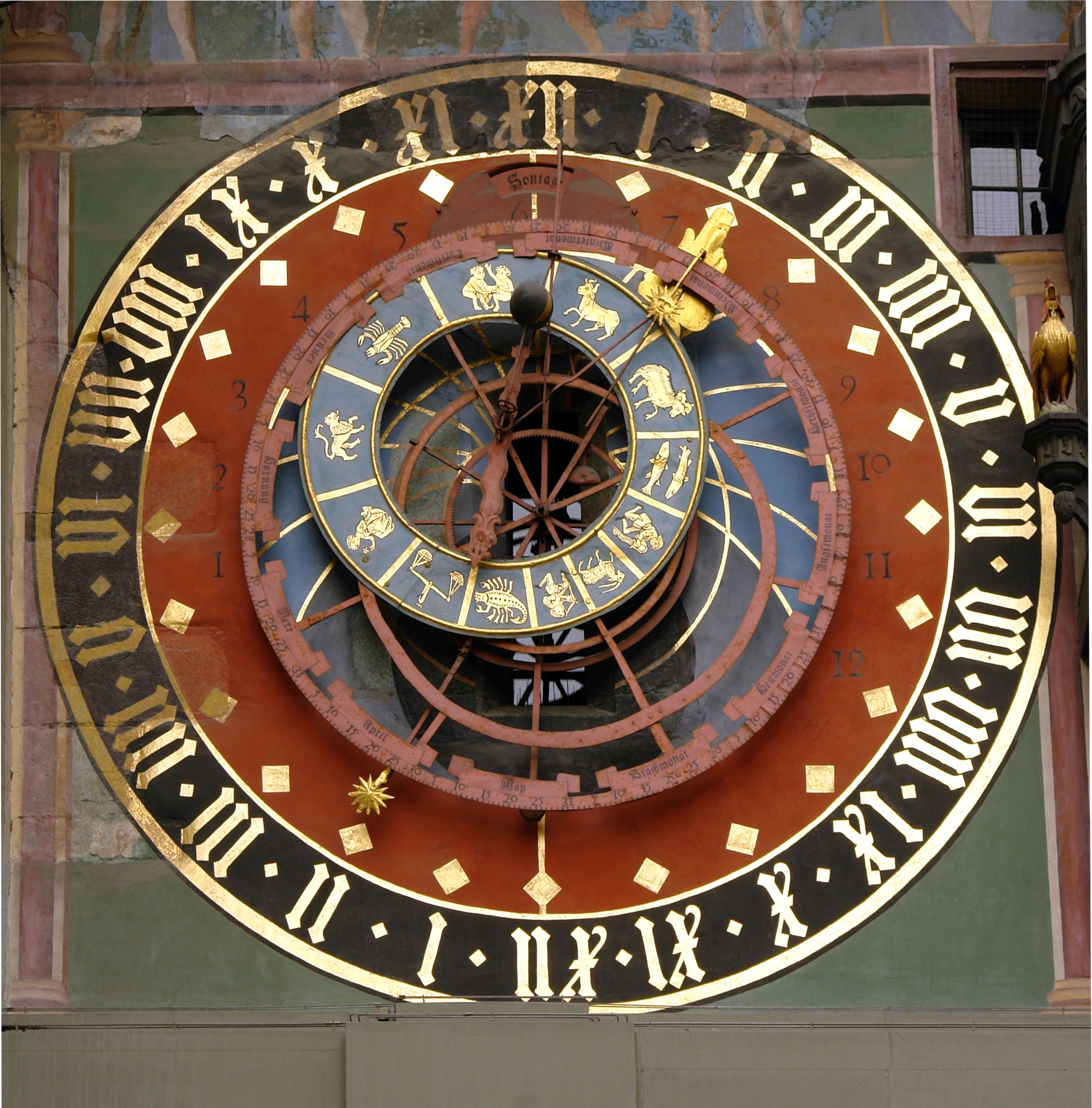
Berne
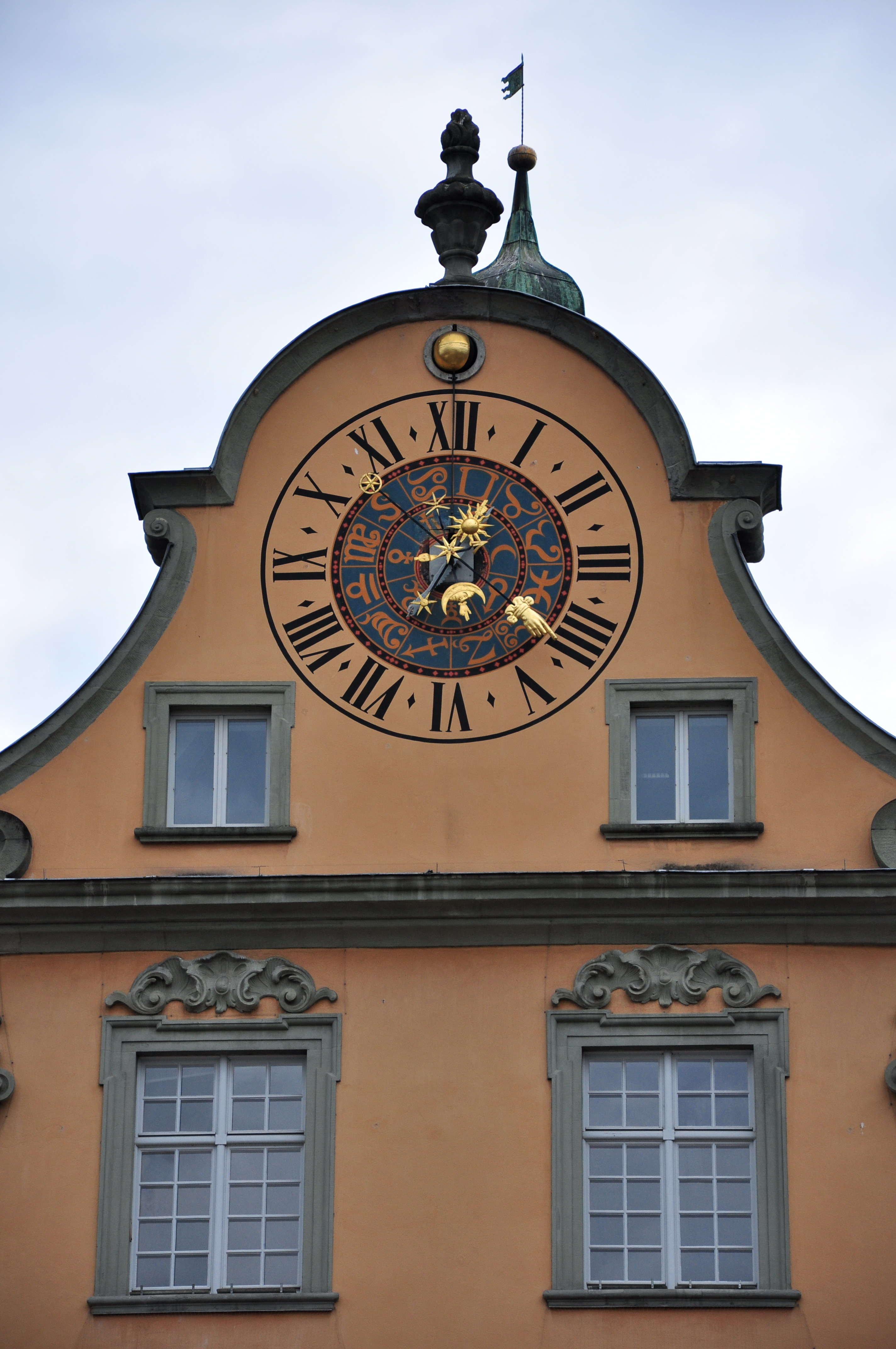
Schaffhouse